# ドラマティック*サイクル
「ドラマティック*サイクル」は、StylipSの楽曲、デジタルシングル。2022年8月28日にLantisより配信された。

## 概要
StylipSとしては初の配信限定シングルとなる2022年第1弾シングル。表題曲の「ドラマティック*サイクル」は、OVA『咲日和』のオープニングテーマで、テレビアニメ「咲-Saki- 阿知賀編 episode of side-A」オープニングテーマ「MIRACLE RUSH」「TSU・BA・SA」以来の『咲-Saki-』シリーズのタイアップである。
しかし、当該OVAを同梱した「咲-Saki-」コミックス第14巻初回限定特装版が2015年7月25日に発売されるも、本楽曲のリリースに向けた動きがないまま、StylipSの活動自体も行われなくなってしまう。それから7年が経過した2022年8月28日にStylipSのリリース済み全楽曲がサブスクリプションにて解禁されると、同時に本楽曲も配信シングルとしてようやくリリースされた。

## 収録内容
| #         | タイトル                    | 作詞       | 作曲・編曲 | 時間 |
| --------- | --------------------------- | ---------- | ---------- | ---- |
| 1.        | 「ドラマティック*サイクル」 | 真崎エリカ | 高田暁     | 4:11 |
| 合計時間: | 合計時間:                   | 合計時間:  | 合計時間:  | 4:11 |